# Hammarby, Bondkyrka socken
Hammarby är en gård och före detta by i Bondkyrka socken, Uppsala kommun, belägen efter Dag Hammarskjölds väg, ungefär 5 kilometer söder om Uppsala, bytomten är belägen omkring 400 meter ostnordost om Malma bytomt.
Byn omtalas första gången i skriftliga källor 1302, men är med all sannolikhet forntida. Flera spridda stensättningar finns på byns gamla ägor, liksom äldre fornlämningar som skärvstenshögar.
Sko kloster liksom Uppsala domkyrka har ägt jord i Hammarby. År 1541 fanns ett mantal skatte, under 1500-talet tillkom ytterligare ett halvt mantal. Hammarby donerades 1624 till Uppsala universitet och kom sedan in på 1900-talet att tillhöra akademihemmanen.